# Arcelia
Arcelia, é uma cidade do estado de Guerrero, no México.